# سیارک ۱۱۸۷۴
سیارک ۱۱۸۷۴ (به انگلیسی: 11874 Gringauz، نامگذاری:1989XD1) یازده هزار و هشتصد و هفتاد و چهارمین سیارک کشف شده‌است که در ۲ دسامبر ۱۹۸۹ کشف شد.
قدر مطلق سیارک برابر ۱۵٫۰۰ است.